# 1485
1485 (MCDLXXXV) a fost un an comun al calendarului iulian, care a început într-o zi de sâmbătă.

## Evenimente
- 22 august: Bătălia de la Bosworth. Armata regelui Richard al III-lea al Angliei se luptă cu cea a rivalului pretendent la tron, Henric Tudor, Conte de Richmond. Richard moare în bătălie, iar Henric Tudor devine regele Henric al VII-lea al Angliei.
- 27 septembrie: Hrisov care atestă existența Mănăstirii Govora, construită probabil în prima parte a secolului al XV-lea. Pomelnicul ei începe cu Mircea cel Bătrân. Se presupune că ar fi fost clădită pe timpul lui Vlad al II-lea Dracul, sau pe timpul lui Vlad Țepeș de la care s-a păstrat un clopot spart de 250 Kg. Mănăstirea a fost ridicată pe locul uneia mai vechi din lemn, de rit catolic.
- 16 noiembrie: Bătălia de la Cătlăbuga.

## Nașteri
- 16 decembrie: Catherine de Aragon, prima soție a regelui Henric al VIII-lea al Angliei (d. 1536)

## Decese
- 16 martie: Anne Neville, 28 ani, soția regelui Richard al III-lea al Angliei (n. 1456)